# Nesika Beach

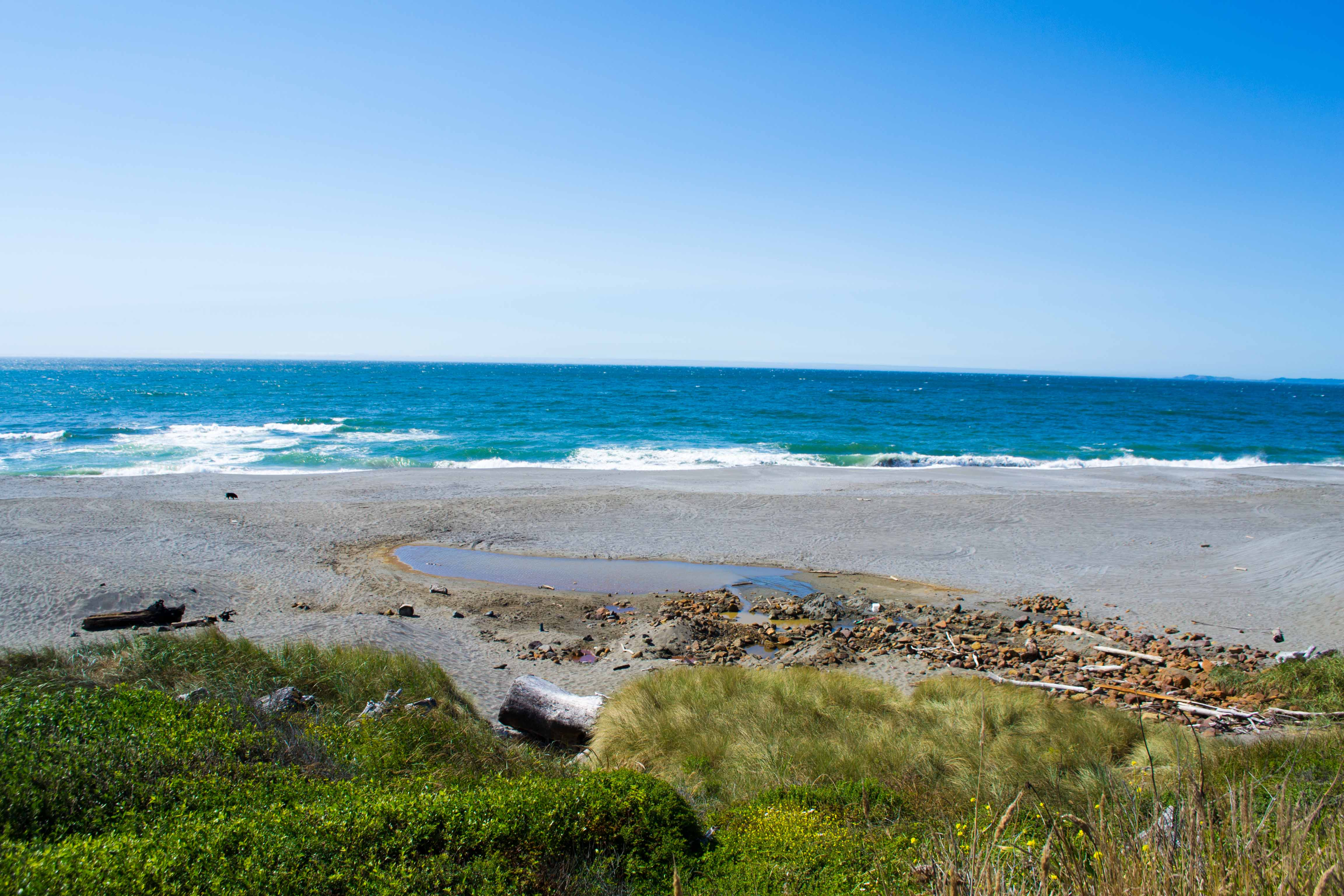
A part

Nesika Beach az Amerikai Egyesült Államok északnyugati részén, Oregon állam Coos megyéjében, a 101-es úttól keletre, a Pisztoly-folyó és a Pistol River State Scenic Viewpoint mellett elhelyezkedő statisztikai- és önkormányzat nélküli település. A 2010. évi népszámláláskor 463 lakosa volt. Területe 5,91 km², melynek 100%-a szárazföld.
A „nesika” szó jelentése chinook nyelven „mi, minket, miénk”.

## Népesség
A 2010-es népszámláláskor  463 lakója, 226 háztartása és 133 családja volt. A népsűrűség 78,3 fő/km2. A lakóegységek száma 283, sűrűségük 47,9 db/km2. A lakosok 94,8%-a fehér, 0,2%-a afroamerikai, 0,6%-a indián, 0,9%-a ázsiai, 0,2%-a a Csendes-óceáni szigetekről származik, 0,2%-a egyéb, 3%-a pedig kettő vagy több etnikumú. A spanyol vagy latino származásúak aránya 3,2% (1,7% mexikói,   1,5% egyéb spanyol vagy latino származású.)
A háztartások 13,3%-ában élt 18 évnél fiatalabb. 49,6% házas, 5,3% egyedülálló nő, 4% egyedülálló férfi, 41,2% pedig nem család. 31,9% egyedül élt; 16,8%-uk 65 éves vagy idősebb. Egy háztartásban átlagosan 2,03 személy élt; a családok átlagmérete 2,47 fő.
A medián életkor 56 év volt. Lakóinak 11,7%-a 18 évesnél fiatalabb, 3,5% 18 és 24 év közötti, 14,7%-uk 25 és 44 év közötti, 40,2%-uk 45 és 64 év közötti, 28,3%-uk pedig 65 éves vagy idősebb. A lakosok 52,3%-a férfi, 47,7%-a pedig nő.

## Fordítás
Ez a szócikk részben vagy egészben  a   Nesika Beach, Oregon című angol Wikipédia-szócikk ezen változatának fordításán alapul.  Az eredeti cikk szerkesztőit annak laptörténete sorolja fel. Ez a jelzés csupán a megfogalmazás eredetét és a szerzői jogokat jelzi, nem szolgál a cikkben szereplő információk forrásmegjelöléseként.